# Federico Ruiz
Federico Ruiz (* 1948 in Caracas) ist ein venezolanischer Komponist.

## Leben
Ruiz studierte bis 1974 an der Escuela Superior de Música José Ángel Lamas bei Primo Casale, Vicente Emilio Sojo und Evencio Castellanos und danach Kompositionstechnik des 20. Jahrhunderts bei Yannis Ioannidis, elektroakustische Musik bei Eduardo Kusnir sowie Chor- und Orchesterleitung bei Silvia Eisenstein und Gonzalo Castellanos Yumar.
In seinen Kompositionen vereint Ruiz Elemente der Folklore Venezuelas und der Karibik mit der europäischen Kompositionstechnik des 20. Jahrhunderts. Neben sinfonischen und elektroakustischen Werken komponierte er Kammermusik, Chorwerke und Lieder, Film- und Schauspielmusiken sowie die Oper Los Martirios de Colón.
Ruiz arbeitete auch als Filmkomponist. So schuf er zum Beispiel die Filmmusik für den mexikanischen Film Canto a las Américas aus dem Jahr 1942.
| Personendaten    | Personendaten             |
| ---------------- | ------------------------- |
| NAME             | Ruiz, Federico            |
| KURZBESCHREIBUNG | venezolanischer Komponist |
| GEBURTSDATUM     | 1948                      |
| GEBURTSORT       | Caracas                   |